# Colletes kudonis
Colletes kudonis là một loài Hymenoptera trong họ Colletidae. Loài này được Cockerell mô tả khoa học năm 1927.